# Bayeux (Brazylia)
Bayeux – miasto w Brazylii, w stanie Paraíba, położone na wschodzie kraju ok. 13 km od Atlantyku nad rzeką Paraíba.

## Opis
Miejscowość została założona w 1959 r. Obecnie miasto wchodzi w skład obszaru metropolitalnego João Pessoa. Przez miasto przebiega droga krajowa transamazońska BR-230 i linia kolejowa. W Bayeux znajduje się Międzynarodowy Port Lotniczy im. Castro Pinto.

## Atrakcje turystyczne
- Manaíra Beach - Plaża miejska, położona ok. 10 km od miasta[2].